# Estação Educação

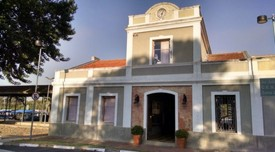
Mogi Mirim Station Education

A Estação da Educação é um centro cultural localizado na cidade brasileira de Mogi Mirim. O espaço é utilizado para capacitação, debates e treinamentos de professores das escolas e creches do município, e também para feira livre.

## Estação Ferroviária de Mogi Mirim
A história de Mogi Mirim está intimamente ligada à sua ferrovia e, portanto, à expansão da cultura do café em direção ao interior da então Província de São Paulo. Com a exaustão das terras cafeeiras da região do vale do Paraíba os cafeicultores se viram obrigados a seguir rumo ao velho oeste paulista, chegando à região de Campinas por volta de 1850.
Com a 'interiorização' do café, a questão do escoamento da produção tornou-se ainda mais premente. Foi quando os cafeicultores se associaram para a criação das estradas de ferro, entre as quais as da Companhia Mogiana de Estradas de Ferro.
O primeiro trecho da Mogiana foi inaugurado em 3 de maio de 1875 ligando Campinas à Jaguariúna, na época Jaguary. Três meses depois, a estrada de ferro chega em Mogi Mirim totalizando 41 Km. O tráfego nesse trecho inicial foi festivamente inaugurado em 27 de agosto de 1875, com a presença do imperador D. Pedro II.
Nos anos subsequentes, os trilhos foram seguindo em direção ao sul de Minas, passando em 1880 por Ribeirão Preto (na época Vila do Entre Rios) até seu trecho final Passos (MG), inaugurado em 1921.
A Estação Ferroviária de Mogi foi desativada em 1979 em consequência da remoção das linhas férreas do centro da cidade para ponto localizado na zona Leste.
Em agosto de 2006 a antiga estação ferroviária foi incorporada ao patrimônio da prefeitura que a adaptou para ser utilizada como unidade de educação, obedecendo ao projeto do arquiteto Eduardo Lima, que alterou algumas características originais da estação ferroviária.

## Estação Educação

### Sinopse sobre a Estação nos dias Atuais
Estação da Educação: É utilizada para a capacitação, debates e treinamentos de professores das escolas e creches
Espaço Acesso: local em que é disponibilizado computadores para a população, com acesso gratuito à internet, frequentado principalmente por jovens que trabalham nas imediações e que aproveitam a folga do almoço para navegar na WEB gratuitamente.
Espaço Acessinho: Local contíguo ao Espaço Acesso, onde é disponibilizado computadores e internet gratuita exclusivamente para a criançada; os pequenos usuários do acessinho podem contar inclusive com suporte de monitores que os orientam nos seus primeiros passos rumo ao letramento digital.
Espaço Cidadão: Local destinado a grandes eventos culturais como shows, apresentações de bandas populares, bandas gospel e os mais diferentes tipos de atividades que normalmente reúnem grande público, uma imensidão de pessoas.
Feira Livre: Local de comércio de hortaliças, frutas, doces, salgados, entre outros produtos.

### Espaço Educação

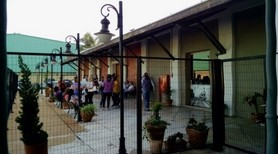
Station Education

Espaço reservado a Secretaria de Educação, local onde são realizadas diversos eventos, voltado para educação e especialização, estando entre elas as seguintes atividades:
- capacitação de educadores
- treinamento de funcionários
- palestras para educadores
- palestras para alunos
- formaturas de cursos realizados no local
- cursos da área educacional
- reunião de equipe da Secretaria de Educação
- reunião da Secretaria de Educação com professores, equipes gestoras, funcionários
- eventos de premiação ou certificação de alunos
- apresentações de escolas
Realiza também alguns eventos em datas comemorativas como por exemplo:
Feriado do Dia do Trabalho terá atrações na Estação Educação (2014)
Virada Cultural (no Espaço Cidadão)
PAT (Posto de Atendimento ao Trabalhador) com divulgação de vagas de emprego e emissão de carteira de trabalho
Palestras serão oferecidas ao público presente,
Vacinação da Gripe - continuidade da Campanha
Avaliação Odontológica e Fisioterapeuta.
Exposição com retratos de trabalhadores de diversos segmentos, chamada de ‘Identidade’ na Estação Educação, em alusão à programação do Dia do Trabalho.

### Espaço Acesso e Espaço Acessinho

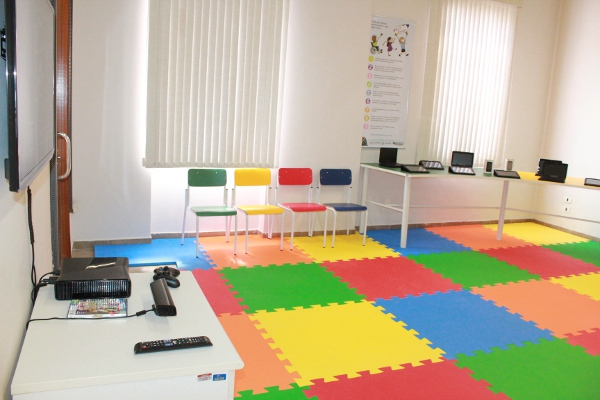
Acessa Acessinha, Estação Educação

A estação da educação utilizada para a capacitação, debates e treinamentos de professores das escolas e creches da rede municipal. Também neste espaço, passa a funcionar a partir de 2008, o programa do governo do Estado de São Paulo em parceria com a prefeitura.
O Acessa São Paulo, que tem como intuito a inclusão digital, disponibilizando para a população o acesso livre e gratuito à internet, destinado até mesmo para cadastro em vagas de emprego. E o Acessinha, destinado para crianças de 4 a 11 anos, propiciando conhecimento e vivencia a essas crianças com o mundo digital, com conteúdo educacional, contribuindo para o letramento digital.
Os serviços do Acessa São Paulo e Acessinho, estão disponibilizados ao público, das 8:00 as 17:00 de segunda a sexta- feira, com horários previamente agendados devido à grande procura, com permanência de 30 minutos por pessoa.

### Espaço Cidadão

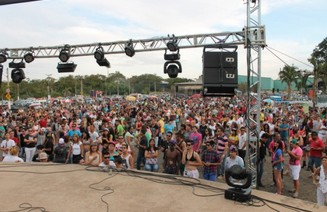
Citizen Space

O Espaço Cidadão de Mogi Mirim, situado na Avenida Adib Chaib, foi inaugurado em 21 de abril de 2008 na gestão do então Prefeito Carlos Nelson Bueno e é utilizado para a apresentação de diversos tipos de eventos.
Alguns dos eventos que são realizados no Espaço Cidadão:
Carnaval Popular – com bailes matinês e noturno de vários estilos musicais e com barraquinhas de alimentação.
Festa Italiana Della Mama – realizada no mês de Maio, uma das mais tradicionais de Mogi Mirim, é responsável por atrair um grande público, oferecendo comida típica e música.
Virada Cultural (2014) - com um público de aproximadamente 10.000 pessoas, conta com a presença de vários artistas famosos como os Titãs.
Arraiá da Copa (2014) – Festa Junina realizada pela secretaria da Educação que contou com a participação das EMEF´s da cidade. Toda a renda será revertida para as Associações de Pais e Mestres das escolas municipais (APMs).
Aniversário da Cidade – realizada no mês de Outubro, geralmente com shows de música gratuitos para a população. No ano de 2013 foi realizado um evento nesta data em parceria com a Rádio Transamérica. As atrações realizadas no domingo levaram milhares de pessoas ao local. O fato se deve à apresentação de artistas como: Michel Teló, Munhoz e Mariano entre outros.

### Feira Livre

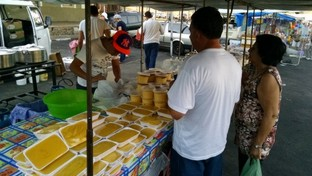
Free Fair

Na reforma da estação, foi destinado uma área específica para a “Feira Livre”, a feira conhecida como um evento do comercio popular, se mantem na cidade de Mogi Mirim, porem com algumas alterações; O comercio que tradicionalmente ocorre durante o dia, ganha um novo horário de funcionamento, avançando ao período noturno